# Tat'jana Nikolaevna Lukaševič
Tat'jana Nikolaevna Lukaševič (Dnipro, 21 novembre 1905 – Mosca, 2 marzo 1972) è stata una regista cinematografica sovietica.

## Filmografia (parziale)

### Regista
- Gavroš (1937)[1]
- Podkidyš (Подкидыш) (1939)
- Učitel' tancev (1952)
- Svad'ba s pridanym (Свадьба с приданым) (1953)
- Attestat zrelosti (1954)
- Oni vstretilis' v puti (1957)
- Slepoj muzykant (1960)
- Chod konёm (1962)
- Ostrov Koldun (1964)